# Волейбол на Тихоокеанских играх 2015
Соревнования по волейболу на XV Тихоокеанских играх проходили с 11 по 18 июля 2015 года в Порт-Морсби (Папуа — Новая Гвинея) с участием 11 мужских и 9 женских национальных сборных команд. Было разыграно 2 комплекта наград. Чемпионские титулы выиграли: у мужчин — сборная Уоллиса и Футуны, у женщин — сборная Американского Самоа.

## Команды-участницы

### Мужчины
Американское Самоа, Гуам, Кирибати, Науру, Новая Каледония, Папуа — Новая Гвинея, Соломоновы Острова, Таити, Тувалу, Уоллис и Футуна, Фиджи.
От участия отказалась первоначально заявленная сборная Тонги.

### Женщины
Американское Самоа, Гуам, Новая Каледония, Папуа — Новая Гвинея, Соломоновы Острова, Таити, Тувалу, Уоллис и Футуна, Фиджи.
От участия отказались первоначально заявленные сборные Кирибати, Науру и Тонги.  

## Система проведения турнира
11 команд-участниц у мужчин и 9 у женщин на предварительном этапе разбиты на две группы. Команды, занявшие в группах первые два места выходят в полуфинал и далее по системе  с выбыванием определяют призёров турниров. За победы со счётом 3:0 и 3:1 команды получают по 3 очка, 3:2 — по 2 очка, за поражения 2:3 проигравшие получают по одному очку, за поражения 1:3 и 0:3 очки не начисляются. 

## Результаты

### Мужчины

#### Предварительный этап

##### Группа A
| М | Команда              | 1   | 2   | 3   | 4   | 5   | И | В | П | С/П  | О  |
| - | -------------------- | --- | --- | --- | --- | --- | - | - | - | ---- | -- |
| 1 | Таити                |     | 3:0 | 3:0 | 3:0 | 3:0 | 4 | 4 | 0 | 12:0 | 12 |
| 2 | Папуа — Новая Гвинея | 0:3 |     | 3:0 | 3:0 | 3:0 | 4 | 3 | 1 | 9:3  | 9  |
| 3 | Гуам                 | 0:3 | 0:3 |     | 3:2 | 3:0 | 4 | 2 | 2 | 6:8  | 5  |
| 4 | Кирибати             | 0:3 | 0:3 | 2:3 |     | 3:0 | 4 | 1 | 3 | 5:9  | 4  |
| 5 | Соломоновы Острова   | 0:3 | 0:3 | 0:3 | 0:3 |     | 4 | 0 | 4 | 0:12 | 0  |

11 июля: Папуа—Новая Гвинея — Гуам 3:0 (25:16, 25:13, 25:17); Кирибати — Соломоновы Острова 3:0 (25:18, 25:18, 25:22).
12 июля: Папуа—Новая Гвинея — Соломоновы Острова 3:0 (25:13, 25:16, 25:21); Таити — Кирибати 3:0 (25:13, 25:13, 25:7).
13 июля: Гуам — Соломоновы Острова 3:0 (25:23, 25:19, 25:21); Таити — Папуа—Новая Гвинея 3:0 (25:22, 25:22, 25:20).
14 июля: Гуам — Кирибати 3:2 (25:15, 25:27, 21:25, 25:15, 15:11); Таити — Соломоновы Острова 3:0 (25:11, 25:8, 25:7).
15 июля: Таити — Гуам 3:0 (25:13, 25:8, 25:16); Папуа—Новая Гвинея — Кирибати 3:0 (25:16, 25:21, 25:12).

##### Группа B
| М | Команда            | 1   | 2   | 3   | 4   | 5   | 6   | И | В | П | С/П  | О  |
| - | ------------------ | --- | --- | --- | --- | --- | --- | - | - | - | ---- | -- |
| 1 | Уоллис и Футуна    |     | 3:0 | 3:0 | 3:0 | 3:0 | 3:0 | 5 | 5 | 0 | 12:0 | 15 |
| 2 | Новая Каледония    | 0:3 |     | 3:0 | 3:0 | 3:0 | 3:0 | 5 | 4 | 1 | 12:3 | 12 |
| 3 | Фиджи              | 0:3 | 0:3 |     | 3:1 | 3:0 | 3:0 | 5 | 3 | 2 | 9:7  | 9  |
| 4 | Американское Самоа | 0:3 | 0:3 | 1:3 |     | 3:1 | 3:0 | 5 | 2 | 3 | 7:10 | 6  |
| 5 | Тувалу             | 0:3 | 0:3 | 0:3 | 1:3 |     | 3:2 | 5 | 1 | 4 | 4:14 | 2  |
| 6 | Науру              | 0:3 | 0:3 | 0:3 | 0:3 | 2:3 |     | 5 | 0 | 5 | 2:15 | 1  |

11 июля: Новая Каледония — Науру 3:0 (25:21, 25:15, 25:4); Уоллис и Футуна — Американское Самоа 3:0 (25:21, 25:17, 25:17); Фиджи — Тувалу 3:0 (25:16, 25:16, 25:20).
12 июля: Тувалу — Науру 3:2 (20:25, 23:25, 25:10, 25:19, 15:9); Фиджи — Американское Самоа 3:1 (25:23, 20:25, 25:17, 25:22); Уоллис и Футуна — Новая Каледония 3:0 (25:18, 25:22, 25:14).
13 июля: Американское Самоа — Науру 3:0 (25:15, 25:20, 25:19); Уоллис и Футуна — Фиджи 3:0 (25:18, 25:23, 25:16); Новая Каледония — Тувалу 3:0 (25:21, 25:22, 25:18).
14 июля: Уоллис и Футуна — Тувалу 3:0 (25:14, 25:19, 25:18); Фиджи — Науру 3:0 (25:18, 25:20, 25:13); Новая Каледония — Американское Самоа 3:0 (25:17, 25:21, 25:22).
15 июля: Американское Самоа — Тувалу 3:1 (25:14, 24:26, 25:23, 25:23); Уоллис и Футуна — Науру 3:0 (25:11, 25:16, 25:20); Новая Каледония — Фиджи 3:0 (25:22, 25:19, 25:20).

#### Матч за 9-е место
16 июля
Тувалу — Соломоновы Острова 3:0 (25:19, 25:15, 25:19).

#### Матч за 7-е место
16 июля
Американское Самоа — Кирибати 3:0 (отказ Кирибати).

#### Матч за 5-е место
16 июля
Фиджи — Гуам 3:1 (25:11, 25:9, 25:27, 25:18).

#### Плей-офф

##### Полуфинал
17 июля
Новая Каледония — Таити 3:0 (25:23, 25:16, 25:19)
Уоллис и Футуна — Папуа—Новая Гвинея 3:1 (25:20, 25:21, 16:25, 25:19)

##### Матч за 3-е место
18 июля
Таити — Папуа—Новая Гвинея 3:0 (25:22, 25:16, 25:22).

##### Финал
18 июля
Уоллис и Футуна — Новая Каледония 3:1 (20:25, 25:20, 25:23, 25:18).

### Женщины

#### Предварительный этап

##### Группа A
| М | Команда            | 1   | 2   | 3   | 4   | 5   | И | В | П | С/П  | О  |
| - | ------------------ | --- | --- | --- | --- | --- | - | - | - | ---- | -- |
| 1 | Американское Самоа |     | 3:0 | 3:1 | 3:0 | 3:0 | 4 | 4 | 0 | 12:1 | 12 |
| 2 | Таити              | 0:3 |     | 3:2 | 3:0 | 3:0 | 4 | 3 | 1 | 9:5  | 8  |
| 3 | Фиджи              | 1:3 | 2:3 |     | 3:0 | 3:0 | 4 | 2 | 2 | 9:6  | 7  |
| 4 | Уоллис и Футуна    | 0:3 | 0:3 | 0:3 |     | 3:0 | 4 | 1 | 3 | 3:9  | 3  |
| 5 | Тувалу             | 0:3 | 0:3 | 0:3 | 0:3 |     | 4 | 0 | 4 | 0:12 | 0  |

11 июля: Уоллис и Футуна — Тувалу 3:0 (25:14, 25:17, 25:22); Американское Самоа — Фиджи 3:1 (30:28, 27:25, 20:25, 25:17).
12 июля: Фиджи — Тувалу 3:0 (25:12, 25:10, 25:14); Американское Самоа — Таити 3:0 (25:17, 25:18, 25:21).
13 июля: Американское Самоа — Уоллис и Футуна 3:0 (25:10, 25:6, 25:4); Таити — Фиджи 3:2 (25:22, 25:18, 16:25, 21:25, 15:9).
14 июля: Американское Самоа — Тувалу 3:0 (25:3, 25:12, 25:8); Таити — Уоллис и Футуна 3:0 (25:9, 25:18, 25:12).
15 июля: Таити — Тувалу 3:0 (25:11, 25:8, 25:15); Фиджи — Уоллис и Футуна 3:0 (25:11, 25:17, 25:19).

##### Группа B
| М | Команда              | 1   | 2   | 3   | 4   | И | В | П | С/П | О |
| - | -------------------- | --- | --- | --- | --- | - | - | - | --- | - |
| 1 | Новая Каледония      |     | 3:1 | 3:0 | 3:0 | 3 | 3 | 0 | 9:1 | 9 |
| 2 | Папуа — Новая Гвинея | 1:3 |     | 3:0 | 3:0 | 3 | 2 | 1 | 7:3 | 6 |
| 3 | Соломоновы Острова   | 0:3 | 0:3 |     | 3:2 | 3 | 1 | 2 | 3:8 | 2 |
| 4 | Гуам                 | 0:3 | 0:3 | 2:3 |     | 3 | 0 | 3 | 2:9 | 1 |

11 июля: Новая Каледония — Соломоновы Острова 3:0 (25:15, 25:16, 25:12); Папуа—Новая Гвинея — Гуам 3:0 (25:14, 25:15, 25:15).
13 июля: Новая Каледония — Папуа—Новая Гвинея 3:1 (25:18, 25:17, 23:25, 27:25); Соломоновы Острова — Гуам 3:2 (21:25, 25:18, 25:20, 21:25, 17:15).
15 июля: Новая Каледония — Гуам 3:0 (25:11, 25:13, 25:13); Папуа—Новая Гвинея — Соломоновы Острова 3:0 (25:10, 25:21, 25:12).

#### Матч за 7-е место
16 июля
Уоллис и Футуна — Гуам 3:1 (26:24, 25:18, 23:25, 25:21).

#### Матч за 5-е место
16 июля
Фиджи — Соломоновы Острова 3:0 (25:20, 25:16, 25:13).

#### Плей-офф

##### Полуфинал
17 июля
Американское Самоа — Папуа—Новая Гвинея 3:1 (25:14, 25:27, 25:22, 25:17)
Таити — Новая Каледония 3:0 (25:14, 25:18, 25:22)

##### Матч за 3-е место
18 июля
Новая Каледония — Папуа—Новая Гвинея 3:1 (25:18, 25:21, 24:26, 25:19).

##### Финал
18 июля
Американское Самоа — Таити 3:2 (25:23, 23:25, 25:19, 19:25, 17:15).

## Итоги

### Положение команд
| Мужчины                 | Женщины                 |
| ----------------------- | ----------------------- |
| Уоллис и Футуна         | Американское Самоа      |
| Новая Каледония         | Таити                   |
| Таити                   | Новая Каледония         |
| 4. Папуа — Новая Гвинея | 4. Папуа — Новая Гвинея |
| 5. Фиджи                | 5. Фиджи                |
| 6. Гуам                 | 6. Соломоновы Острова   |
| 7. Американское Самоа   | 7. Уоллис и Футуна      |
| 8. Кирибати             | 8. Гуам                 |
| 9. Тувалу               | 9. Тувалу               |
| 10. Соломоновы Острова  |                         |
| 11. Науру               |                         |

### Призёры

#### Мужчины
Уоллис и Футуна: Борис Таканико, Матаи-Кристоф Ниулики, Факафетаи Исесо Тупоу, Самуэль Туиа, Томаакино Матавалу, Мелиуаэль Таканико, Гленн Тевила Туифуа, Эзекиэль Секеме, Петело Маливаа, Петело Фаипуле Колокилаги, Витали Петело Тупоу, Талиитеофа Тинилоа. 
  Новая Каледония: Энтони Тотеле, Мортен Калемуэ, Жан-Патрик Ива, Фредди Веа, Маони Талиа, Джонатан Гулу, Жан Катоа, Витолио Илоаи, Марк Фадом, Куинси Мануопуава, Туане Магони.
  Таити: Вилсон Бонно, Джим Хапипи, Ватеа Таураа, Макувиле Теивао, Моиоаки Паофаи, Ваиануу Маре, Э.Текороауэпа, Бенжамен Ле Прадо, Арона Питомаи, Риан Утиа, Эмиль Паофаи, Жереми Пакауэ, Эймана Марии, Вемара Эйтараури. 

#### Женщины
Американское Самоа: Рашель Мааия Суаава, Джейн Ваиалаэ Кросон, Норалия Тоомалатаи, Инутираа Малина Леау, Саитауа Морин Иосиа, Норен Моэ Иосиа, Лейлия Тоомалатаи, Литара Кейя, Нора Туиоти-Маринер, Латоя Маршалл.
  Таити: Луиза Локелани Веро, Валерия Паофаи Эпсе Ваки, Теапуа Зингерлет, Матирита Моя, Техеа Лабасте, Грейс Пату, Эйкура Таураа, Рауреа Темарии, Таиана Тере, Катя Тетуануи, Маимити Патрисия Маре, Инануи Теаи, Поаируа Манате.
  Новая Каледония: Сара Неоуне, Жермен Манмиеу, Беверли Ваоэйлала, Мери Ванессе, Палема Илоаи, Роз-Мари Вакиэ, Леанга Наиселин, Рамаиана Туатаане, Сабин Аэвагене, Рамана Арииоэау, Алексия Ванабо, Эстера Вовене. 